# Язгулямский язык
Язгуля́мский язы́к (самоназвание — Yuzdami zevég, Yůzdomi zəveg) — один из памирских языков, распространённый главным образом в долине реки Язгулям (западный Памир).
Носители языка — язгулямцы. Выделяются верхний и нижний говоры, различия между которыми незначительны. Письменность отсутствует, в 1970—1980-е предпринимались попытки разработать письменность на основе русского алфавита.
Первым исследователем язгулямского языка был русский путешественник Г. Арандаренко, который записал 34 слова язгулямского языка в 1882 году. Некоторые лингвисты обнаруживают общность между язгулямским языком и шугнано-рушанской группой языков. По состоянию на 2000 год, язгулямский своим основным языком считали 3,3 тыс. человек в Таджикистане.

## Письменность
Язгулямский язык не имеет устоявшейся письменной традиции. С начала 1990-х годов предпринимались попытки разработать письменность на основе кириллического и латинского алфавитов.
По результатам язгулямской этнолингвистической экспедиции 1990 г., было разработано несколько вариантов язгулямского алфавита на кириллической, латинской и арабской графике. Тогда же была составлена первая язгулямская азбука, алфавит которой имел следующий вид: A a, B b, C c, Č č, D d, Δ δ, Θ ϑ, E e, Ә ә, F f, G g, Ǵ ǵ, G̊ g̊, Г ɣ, Г̊ ɣ̊, Г̌ ɣ̌, I i, J̌ ǰ, K k, Ḱ ḱ, K̊ k̊, L l, M m, N n, O o, P p, Q q, Q̊ q̊, R r, S s, Š š, T t, U u, V v, W w, X x, X̊ x̊, X̌ x̌, X̌̊ x̌̊, Y y, Z z, Ž ž.
В 2001 году Институтом перевода Библии был выпущен фрагмент Евангелия от Луки на язгулямском языке в параллельной кириллической и латинской графике. Алфавит этого издания имел следующий вид:
| Кириллица | Латиница | Кириллица | Латиница | Кириллица | Латиница | Кириллица | Латиница |
| --------- | -------- | --------- | -------- | --------- | -------- | --------- | -------- |
| а         | a        | д̌         | δ        | л         | l        | у̊         | ů        |
| ā         | ā        | е         | e        | м         | m        | ф         | f        |
| б         | b        | ә         | ә        | н         | n        | х         | x        |
| в         | v        | ж         | ž        | о         | o        | ҳ         | h        |
| в̌         | w        | з         | z        | п         | p        | х̌         | x̌        |
| г         | g        | и         | i        | р         | r        | ц         | c        |
| ѓ         | ǵ        | й         | y        | с         | s        | ч         | č        |
| ғ         | γ        | к         | k        | т         | t        | ҷ         | ǰ        |
| г̌         | γ̌        | ќ         | ḱ        | т̌         | θ        | ш         | š        |
| д         | d        | қ         | q        | у         | u        | ˚         | ˚        |

В 2010-е годы по заказу НКО «Нур», издающей книги на памирских языках, был разработан язгулямский алфавит на кириллической основе: А а, Ā ā, Б б, В в, Ԝ ԝ, Г г, Ѓ ѓ, Г˚ г˚, Ғ ғ, Ғ˚ ғ˚, ɣ̌ ɤ̌, Д д, Δ δ, Е е, Ә ә, Ж ж, З з, Ӡ ӡ, И и, Й й, К к, Ќ ќ, К˚ к˚, Қ қ, Қ˚ қ˚, Л л, М м, Н н, О о, П п, Р р, С с, Т т, У̊ у̊, Ф ф, Θ θ, Х х, Х˚ х˚, Х̌ х̌, Х̌˚ х̌˚, Ч ч, Ҷ ҷ, Ш ш, Ц ц.

## Лингвистическая характеристика

### Фонетика и фонология
Основные отличительные черты язгулямского языка в фонетике: наличие консонантных корреляций палатализации /k’, g’/ ~ /k, g/ и лабиализации /k, g, x̌, q, х, γ/ ~ /k°, g°, x̌°, q°, x° , γ°/, создающих триады наподобие реконструируемой индоевропейской k’ ~ k ~ k°; для вокализма характерна количественная оппозиция долгой /ā/ и краткой /а/ и сверхкраткой редуцирующейся /ə/ остальным гласным.
В язгулямском языке восемь гласных фонем: i, e, a, ā, ů, u, o, ә. Основной тип противоположения гласных — противоположение по качеству, однако признак длительности тоже имеет фонологическое значение, что проявляется в наличии пары a — ā и редуцирующейся гласной фонемы.

### Морфология
В морфологии категория рода перестроена по принципу семантических классов (мужской род — названия мужчин и неодушевлённых предметов, женский род — женщин и всех животных); личные местоимения имеются для всех трёх лиц (3-е лицо, восходящее к указательным местоимениям, остаточно сохраняет 2 серии); указательные — двух ступеней («этот» — «тот»).
Числительные отражают вигезимальную (двадцатеричную) систему счета. Финитные формы глагола в настоящем времени флективны, прошедшие времена образуются отделяемыми показателями-связками.

### Синтаксис
Для синтаксиса характерно эргативообразное построение предложения с переходными глаголами (и определённой группой непереходных).
Порядок слов в предложении — SOV.